# The Lords of High Decision
The Lords of High Decision er en amerikansk stumfilm fra 1916 af Jack Harvey.

## Medvirkende
- Cyril Scott som Wayne Craighill
- Joseph W. Girard som oberst Craighill.
- William Welsh som Walsh.
- Joseph Daly som Gregory.
- Marguerite Skirvin som Jean.